# العلاقات الجنوب سودانية العمانية
العلاقات الجنوب سودانية العمانية هي العلاقات الثنائية التي تجمع بين جنوب السودان وسلطنة عمان.

## مقارنة بين البلدين
هذه مقارنة عامة ومرجعية للدولتين:
| وجه المقارنة                                              | جنوب السودان                  | سلطنة عمان    |
| --------------------------------------------------------- | ----------------------------- | ------------- |
| المساحة (كم2)                                             | 619.75 ألف                    | 309.50 ألف    |
| عدد السكان (نسمة)                                         | 12.58 مليون                   | 4.64 مليون    |
| الكثافة السكانية (ن./كم²)                                 | 20.3                          | 14.99         |
| العاصمة                                                   | جوبا                          | مسقط          |
| اللغة الرسمية                                             | لغة إنجليزية                  | اللغة العربية |
| العملة                                                    | جنيه جنوب سوداني، جنيه سوداني | ريال عماني    |
| الناتج المحلي الإجمالي (بليون دولار)                      | 2.90 مليار                    | 72.64 مليار   |
| الناتج المحلي الإجمالي (تعادل القوة الشرائية) بليون دولار | 22.88 مليار                   | 179.49 مليار  |
| الناتج المحلي الإجمالي الاسمي للفرد دولار أمريكي          | 73                            | 15.55 ألف     |
| الناتج المحلي الإجمالي للفرد دولار أمريكي                 | 2.02 ألف                      | 38.63 ألف     |
| مؤشر التنمية البشرية                                      | 0.467                         | 0.793         |
| رمز المكالمات الدولي                                      | +211                          | +968          |
| رمز الإنترنت                                              | .ss                           | عمان          |
| المنطقة الزمنية                                           | ت ع م+03:00                   | ت ع م+04:00   |

## منظمات دولية مشتركة
يشترك البلدان في عضوية مجموعة من المنظمات الدولية، منها:
| علم المنظمة | اسم المنظمة                               | تاريخ انضمام جنوب السودان | تاريخ انضمام سلطنة عمان |
| ----------- | ----------------------------------------- | ------------------------- | ----------------------- |
|             | وكالة ضمان الاستثمار متعدد الأطراف        | 18 أبريل 2012             | 1989                    |
|             | منظمة الشرطة الجنائية الدولية             | ?                         | ?                       |
|             | الأمم المتحدة                             | 14 يوليو 2011             | 7 أكتوبر 1971           |
|             | مؤسسة التمويل الدولية                     | 18 أبريل 2012             | 1973                    |
|             | يونسكو                                    | 27 أكتوبر 2011            | 10 فبراير 1972          |
|             | مؤسسة التنمية الدولية                     | 18 أبريل 2012             | 1973                    |
|             | البنك الدولي للإنشاء والتعمير             | 18 أبريل 2012             | 1971                    |
|             | المركز الدولي لتسوية المنازعات الاستشارية | 18 مايو 2012              | 1995                    |
|             | الاتحاد البريدي العالمي                   | ?                         | ?                       |
|             | الاتحاد الدولي للاتصالات                  | 3 أكتوبر 2011             | 28 أبريل 1972           |

## وصلات خارجية
- موقع وزارة الخارجية الجنوب سودانية
- موقع وزارة الخارجية العمانية